# Парламентские выборы в Австрии (2002)
Внеочередные выборы Национального совета состоялись 24 ноября 2002 через три года после последних выборов и принесли победу Австрийской народной партии.
Выборам предшествовал внутрипартийный кризис в Австрийской партии свободы, которая являлась членом правящей коалиции с Австрийской народной партией, по поводу налоговой реформы.
Для прохождения в парламент политическим партиям нужно было преодолеть 4-процентный барьер.
По результатам выборов снова была сформирована коалиция Австрийской партии свободы и Австрийской народной партии.

## Результаты
Результаты выборов в Национальный совет Австрии.
| Партия                                               | Голоса    | %     | Места | +/-  |
| ---------------------------------------------------- | --------- | ----- | ----- | ---- |
| Австрийская народная партия                          | 2 076 833 | 42,30 | 79    | ▲ 27 |
| Социал-демократическая партия Австрии                | 1 792 499 | 36,51 | 69    | ▲ 4  |
| Австрийская партия свободы                           | 491 328   | 10,01 | 18    | ▼ 34 |
| Зеленые — «Зеленая альтернатива»                     | 464 980   | 9,47  | 17    | ▲ 3  |
| Либеральный форум                                    | 48 083    | 0,98  | 0     | ▬    |
| Коммунистическая партия Австрии                      | 27 568    | 0,56  | 0     | ▬    |
| Прочие партии (выставляли списки в отдельных землях) | 8354      | 0,17  | 0     |      |
| Всего                                                | 4 909 645 | 100   | 183   |      |

Явка избирателей по коммунам колебалась от 31,98 % до 101,13 %